# Людовик V де Бурбон-Конде
Людовик V де Бурбон-Конде (Луи-Жозеф; фр. Louis V Joseph de Bourbon-Condé, 9 августа 1736, Отель Конде — 13 мая 1818, Бурбонский дворец, VII округ Парижа) — 8-й принц Конде, единственный сын Людовика IV Анри де Бурбон-Конде и принцессы Каролины Гессен-Рейнфельдской, пользовавшийся особым расположением короля Людовика XV. Наследный принц Конде, герцог де Бурбон, герцог де Гиз, герцог Энгиенский, Герцог де Бельгард, граф де Сансер.

## Биография
Поступив в армию в начале Семилетней войны, Конде в 1762 году разбил при Фридберге наследного принца Карла-Вильгельма-Фердинанда Брауншвейгского. 
За несогласие (1771) с одобренной королём реформой парламента Конде был изгнан из страны на короткое время. В собрании нотаблей 1787 года Конде подписал докладную записку, в которой аристократия и духовенство протестовали против какого бы то ни было нарушения своих привилегий.

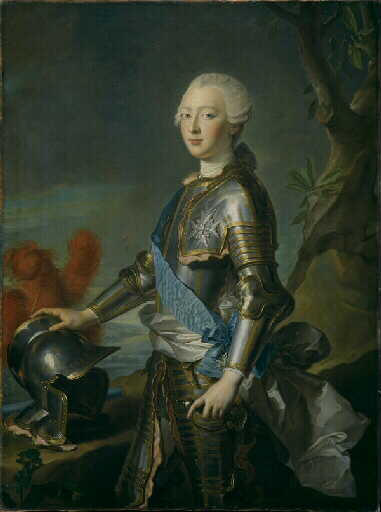
Людовик-Жозеф де Бурбон

С началом революции в 1789 году Конде оставил Францию и снарядил за свой счёт на Рейне отряд из эмигрантов (фр. Armée des émigrés). Кроме того, принц был лидером корпуса эмигрантской армии Конде. В соединении (1792) с австрийским войском Конде пошёл на Ландау, но был оттеснён за Рейн. В последующих походах Конде также принимал участие.
После Кампоформийского мира (1797) поступил со своим войском на русскую службу. 20 ноября 1797 года был награждён орденом Св. Андрея Первозванного. Сражался в 1799 году в Швейцарии против Французской республики. От пребывания Конде в России остались следующие следы:
- Приоратский дворец в Гатчине был построен по приказу Павла I, как до сих пор считают многие, для размещения Конде в качестве приора Мальтийского ордена, однако документальных свидетельств тому не обнаружено.
- Площадь Коннетабль в Гатчине — выстроена по образу и подобию одноимённого объекта, который Павел видел в усадьбе Конде

После выхода Павла I из коалиции против Франции принц Конде снова примкнул к австрийским войскам, пока Люневильский мир не принудил его распустить своё войско, после чего принц Конде удалился в Англию (1801). В 1814 году принц Конде в свите Людовика XVIII вернулся во Францию.
Единственный сын — Луи-Анри-Жозеф, герцог де Бурбон в 1772—1818 годах, 9-й герцог Энгиенский в 1756—1772 годах.

## Труды
Издал «Очерк о жизни Великого Конде», своего предка (фр. Essai sur la vie du grand Condé, Париж, 1806).

## В культуре
Принц Конде стал персонажем романа британской писательницы Хилари Мантел «Сердце бури» (1992).